# Mörbylånga by
Mörbylånga by är kyrkbyn i Mörbylånga socken och en före detta station vid Ölands Järnvägar. Byns bebyggelse ingår i tätorten Mörbylånga.

## Historia
Mörbylånga by omtalas första gången 1330 ('in Myrebylanga'), då Sverker Haraldsson (Stubbe) donerade sitt gods i Mörbylånga till Linköpings domkyrka. 1447-1454 hade Vadstena kloster fem underlydande gårdar i Mörbylånga. 1541-1560 omfattade byn 3 mantal skatte, 3 mantal kyrkojord, 1 prebendehemman, 5 mantal tillhöriga Vadstena kloster samt 6 mantal frälsejord.

### Administrativ historik
1960 avgränsade SCB en tätort med 345 invånare inom Mörbylånga landskommun. Vid tätortsavgränsningen 1970 hade tätorten vuxit samman med Mörbylånga tätort. Idag (2013) är området fortfarande en del av Mörbylånga tätort.